# Eric Johnson (historicus)
Eric Johnson (Salem, Massachusetts, mei 1948) is een Amerikaans historicus en hoogleraar geschiedenis aan de Central Michigan University. Hij is gespecialiseerd in criminologie en moderne Duitse geschiedenis.

## Levensloop
Eric Johnson studeerde aan de Universiteit van Brown en de Universiteit van Stockholm.
In 1976 behaalde Johnson zijn doctoraat aan de University of Pennsylvania. Sindsdien doceert hij aan de Central Michigan University. In die periode gaf hij colleges waarin de nadruk lag op Europa, Duitsland en de Holocaust.
Doorheen de jaren bezocht hij verschillende universiteiten in Europa. In het academisch jaar 1988-1989 gaf hij les aan de Universiteit van Glasgow te Schotland in het kader van een uitwisselingsprogramma met Strathclyde University.
Tussen 1989 en 1995 bezocht hij het Center for Historical Social Research van de Universiteit van Keulen. Hier had hij de leiding over een klein onderzoeksteam dat werkte aan een onderzoek betreffende de terreur van nazi-Duitsland.
In het jaar 1995-1996 verbleef hij aan het Princeton Instituut voor Geavanceerde Studies en in 1998-1996 aan het Nederlands Instituut voor Geavanceerde Studies.

## Belangstellingsgebieden
In de eerste jaren van zijn carrière verdiepte hij zich vooral in de geschiedenis van misdaad, verstedelijking en justitie. De laatste jaren schreef hij vooral over nazi-Duitsland en de Holocaust. Tegenwoordig houdt Johnson zich voornamelijk bezig met twee projecten: ten eerste genocide, moord en geschiedenis in het wereldperspectief (samen met Pieter Spierenburg van de Erasmus Universiteit Rotterdam) en ten tweede de briefwisseling tussen Duitsers en Amerikanen in de twintigste eeuw.

## Enkele publicaties
- 2005 - What We Knew: Terror, Mass Murder, and Everyday Life in Nazi Germany.
- 2004 - Social Control in Europe: 1800 to 2000. The Ohio State University Press.
- 2000 - Nazi Terror: The Gestapo, Jews, and Ordinary Germans. Basic Books, New York.
- 1996 - The Civilization of Crime: Violence in Town and Country since the Middle Ages. University of Illinois Press.
- 1995 - Urbanization and Crime: Germany 1871–1914. Cambridge University Press.
- 1992 - Urban and Rural Crime special issue of Social Science History co-edited with Jan Sundin.
- 1990 - Uantification and Criminal: Justice History in International Perspective special issue of Historical Social Research/Historische Sozialforschung.